# 1.ª Divisão da AFP Barcelos
A 1ª Divisão da Associação de Futebol Popular de Barcelos é o principal escalão de futebol popular da Associação de Futebol Popular de Barcelos.

## Vencedores
- 2012–13: Carapeços
- 2013–14: ND Silva
- 2014-15: Carapeços
- 2015-16: Leões da Serra
- 2016-17: Pereira
- 2017-18: Carvalhal
- 2018-19: Carapeços
- 2019-20: Remelhe
- 2021-22: Carapeços
- 2022-23: GDR Leocadenses
- 2023-24: Leões da Serra

## Participantes e seus estádios (2024/2025)
- Leões da Serra FC (Campo de Jogos de Airó, Airó Barcelos)
- GDR Leocadenses (Complexo Desportivo Carlos Pereira, Abade de Neiva, Barcelos)
- ADC Remelhe (Campo de Jogos de Remelhe, Remelhe, Barcelos)
- Palme FC (Campo de jogos de Palme, Palme Barcelos)
- ACD Pereira (Campo de Jogos do ACULDEPE, Pereira, Barcelos)
- GD Águas Santas (Parque de Jogos Dr. Teotónio da Fonseca, Rio Côvo Stª. Eulália, Barcelos)
- GD Macieira (Estádio da Pinguelinha, Macieira de Rates, Barcelos)
- ACD Carapeços (Campo de Jogos de Carapeços, Carapeços, Barcelos)
- JC Perelhal (Campo de Jogos de Perelhal, Perelhal, Barcelos)
- GDR Campo (Parque Desportivo de Campo, S. Salvador de Campo, Barcelos)
- FC Negreiros (Campo Daniel Oliveira, Negreiros, Barcelos)
- ARC Várzea (Campo de Jogos de Airó, Airó, Barcelos)
- GD Fragoso (Campo 13 de Maio, Fragoso, Barcelos)
- Lijó FC (Parque de Jogos de Lijó, Lijó, Barcelos)
1. ↑  SURGE. «A default title». afpbarcelos.pt. Consultado em 15 de abril de 2025
2. ↑  «1ª Divisão AFPB». Domingo às Dez. Consultado em 15 de abril de 2025